# Roy Marten
Roy Marten, född Wicaksono Abdul Salam 1 mars 1952 i Salatiga, Jawa Tengah, är en indonesisk skådespelare.

## Filmografi (urval)
- 2008 – In the Name of Love
- 2007 – Mengejar Mas Mas
- 1992 – Angel of Fury
- 1988 – American Hunter
- 1987 – Kerikil-Kerikil tajam
- 1984 – Bukan sandiwara
- 1982 – Pasukan berani mati
- 1981 – Badai pasti berlalu